# Eaton (Nottinghamshire)
Eaton – wieś w Anglii, w hrabstwie Nottinghamshire, w dystrykcie Bassetlaw. Leży 41 km na północ od miasta Nottingham i 206 km na północ od Londynu. Miejscowość liczy 105 mieszkańców.